# Avenue de Taillebourg
L'avenue de Taillebourg, (ex avenue des Triomphes avant 1864) est une voie du 11e arrondissement de Paris, en France.

## Situation et accès
L'avenue de Taillebourg est une voie publique située dans le 11e arrondissement de Paris. Elle débute au 11 bis, place de la Nation et se termine au 23, boulevard de Charonne.

## Origine du nom
Son nom fait référence à la bataille de Taillebourg qui opposa, le 21 juillet 1242, les troupes capétiennes du roi de France Louis IX et de son frère le comte de Poitiers Alphonse, victorieux, à celles de leurs vassaux révoltés, Henri III d'Angleterre et Hugues X de Lusignan.

## Historique
Indiquée sur le plan de Delagrive de 1728, elle porte le nom d'« avenue des Triomphes », à cause d'un arc de triomphe qui y fut élevé en 1660 en l'honneur de Louis XIV.
Elle reçoit le nom d'« avenue de Taillebourg » par un décret du 24 août 1864.

## Bâtiments remarquables et lieux de mémoire
- No 2 ter (et 15, place de la Nation) : immeuble de bureaux construit en 2023 par les architectes Olivier Camus et Lydéric Veauvy[2].